# Hydrocleys
Genre
Hydrocleys est un genre de plantes herbacées de la famille des Alismataceae.

## Liste d'espèces
Selon World Checklist of Selected Plant Families (WCSP) (25 févr. 2012) :
- Hydrocleys martii Seub. (1847)
- Hydrocleys mattogrossensis (Kuntze) Holm-Niels. & R.R.Haynes (1985)
- Hydrocleys modesta Pedersen (1961)
- Hydrocleys nymphoides (Humb. & Bonpl. ex Willd.) Buchenau (1871)
- Hydrocleys parviflora Seub. (1847)